# HD79066
HD79066 — хімічно пекулярна зоря спектрального класу A9, що має видиму зоряну величину в смузі V приблизно  6,3.
Вона  розташована на відстані близько 166,0 світлових років від Сонця.

## Фізичні характеристики
Зоря HD79066 обертається 
порівняно повільно 
навколо своєї осі. Проєкція її екваторіальної швидкості на промінь зору становить  Vsin(i)= 29км/сек.